# Yoncalı
Yoncalı is een dorp in het Turkse district Çerkeş en telt 112 inwoners (2000).
Centrale districtsplaats (İlçe Merkezi): Çerkeş
Gemeenten (Beldeler): Saçak
Dorpen (Köyler):
Afşar · Ağaca · Ahırköy · Akbaş · Akhasan · Aliözü · Aydınlar · Balkavak · Bayındır · Bedil · Beymelik · Bozoğlu · Çakmak · Çalcıören · Çaylı · Çördük · Dağçukurören · Dikenli · Dodurga · Fındıcak · Gelik · Gökçeler · Göynükçukuru · Hacılar · Halkaoğlu · Kabakköy · Kadıköy · Kadıözü · Karacahüyük · Karamustafa · Karaşar · Karga · Kısaç · Kiremitçi · Kuzdere · Kuzören · Meydanköy · Örenköy · Örenli · Saraycık · Șeyhdoğan · Taşanlar · Turbaşı · Uluköy · Yakuplar · Yalakçukurören · Yalaközü · Yeniköy · Yıprak · Yoncalı · Yumaklı